# Mémorial du génocide de Nyamasheke
Le mémorial du génocide de Nyamasheke commémore le massacre de masse des Tutsi qui s’est déroulé en avril 1994 à Nyamasheke, dans la province de l’Ouest du Rwanda, lors du Génocide de 1994 perpétré contre les Tutsi au Rwanda.

## Emplacement

### Localisation
Le mémorial du génocide de Nyamasheke se trouve dans la ville de Nyamasheke, chef-lieu du district de Nyamasheke, sur les rives du lac Kivu, dans la province de l’Ouest du Rwanda,.

### Contexte
| \| 150 km1:3 445 000 \| Kibuye Gisenyi Bisesero Ntarama Kigali Nyamata Murambi Rusiga |
| 150 km1:3 445 000                                                                     |

| Mémoriaux du génocide des Tutsis au Rwanda |
| (2018) Année d'inauguration                |

Le Mémorial du Génocide de Nyamasheke fait partie d'un ensemble de nombreux sites commémoratifs, tombes communes présents sur le territoire du Rwanda et en dehors, liés au génocide de 1994.
Quelques sites commémoratifs font partie du patrimoine mondial de l'UNESCO.

Communes du Rwanda en 1994

## Histoire
Le mémorial du génocide de Nyamasheke a été établi afin d’offrir un lieu de mémoire et d’inhumation digne pour les victimes du génocide contre les Tutsi dans cette région. Plus de 15 000 victimes y reposent, dont beaucoup ont été inhumées lors de cérémonies solennelles organisées chaque année,.
Le site a subi d’importantes rénovations et reconstructions, notamment à partir de 2012, pour répondre à la demande des survivants et améliorer la préservation de la mémoire,,.
La participation des survivants et de la population locale à la construction et à l’entretien du mémorial est régulièrement soulignée,.

## Particularités
Le mémorial de Nyamasheke est connu pour sa proximité avec le lac Kivu et son architecture sobre. Il accueille chaque année des cérémonies de commémoration et des inhumations collectives. Les familles et survivants s'y rendent pour des hommages à leurs proches.
Des expositions de photographies, ainsi que des plaques commémoratives, sont présentes sur le site, qui sert également de lieu d’éducation à la paix et à la prévention des génocides.